# Asera

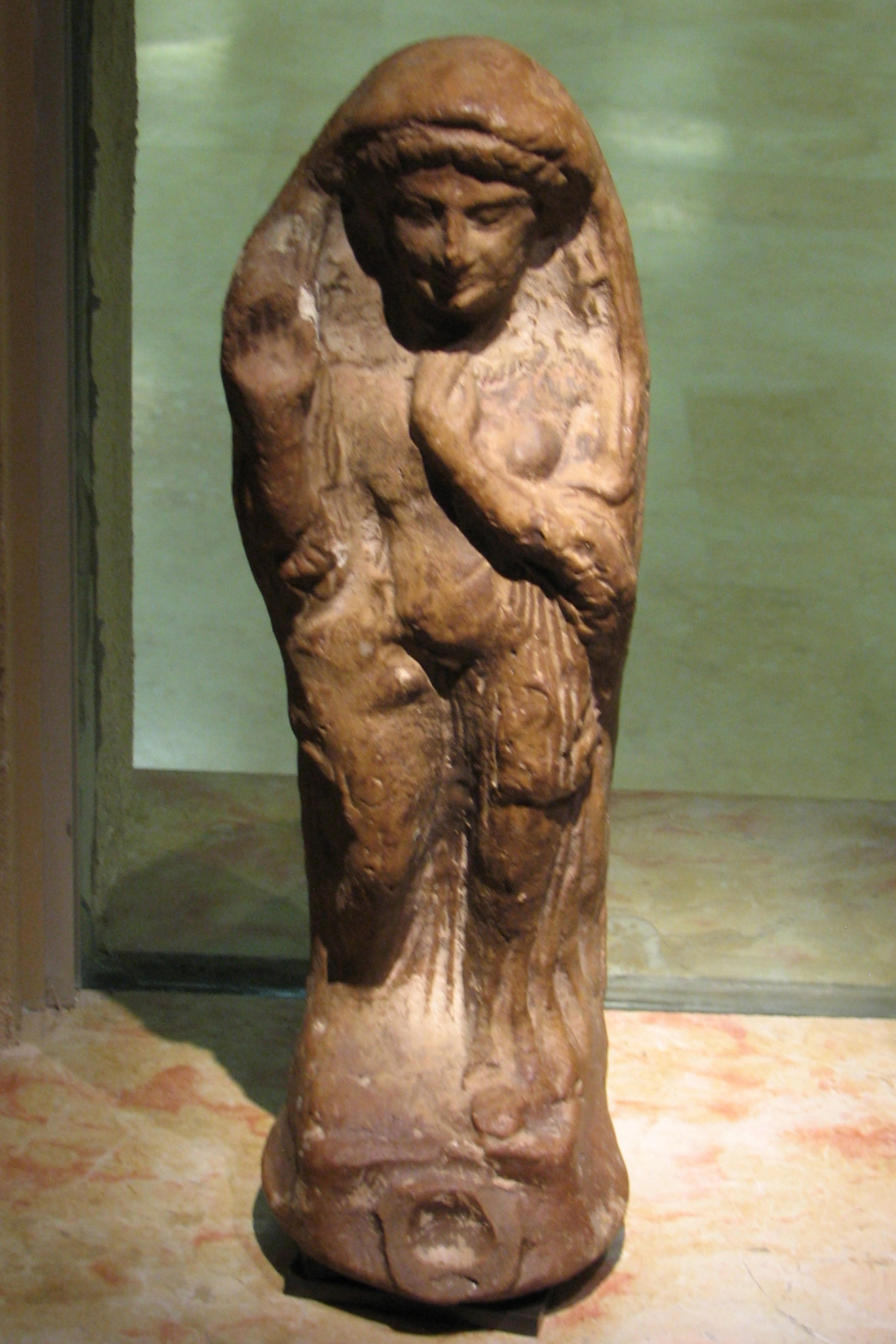
Asera egy szobra

Asera (akkád Ašratu(m), ugariti Atirat, hettita Ašerduš vagy Ašertu, héber אֲשֵׁרָה ’ăšērâ) a nyugati sémi (amorita) vallás anyaistennője. Önálló kultusza valószínűleg Istár tiszteletének helyi változataként alakult ki, néha kifejezetten azonos vele. Később azonban elszakadt egymástól a két mítoszkör és mindkét istennő önálló kultusszal bírt. A föníciai régióban szerepkörük is átfedte egymást. Kialakulása még a hurrita időkre tehető, feltűnik Kirta mítoszában is, aki Asera segítségével találja meg családját. A dél-föníciai Gubla városában Baálat Gubla, azaz Gubla úrnője néven ismerték, ahogyan Ríbaddi amarnai levelei bizonyítják.
Általában Él különböző alakjait tisztelték férjeként, leggyakrabban Elkunirsza (El-qōne-ereš, akkádul Él, a Föld teremtője). A délebbi régiókban Baál felesége. Az Asera és Baál mítoszban Baál csábítója. Más változatokban csak közbenjár Baálnál Él érdekében. Rengeteg gyermeke volt, a hettita Aszerdusz-mítoszban a Viharisten azzal ijeszti meg, hogy elhiteti vele hetvenhét gyermekének halálát.
Asera ábrázolásai feltűnően gyakoriak a régészeti leletekben, jelezve nagy népszerűségét. Szobrai változatosak, a gondosan kidolgozott művészi alkotásoktól a házilag fabrikált idolig mindenféle alakban felbukkan. Néha csak kisebb agyagtömb lábak nélkül, elnagyolt felsőtettel és fejjel. Élő fákba is belefaragták, oltárok oldalára helyezték.
Mind a régészet, mind a bibliai szövegek bizonyítják, hogy a héberek Jáhve mellett a Baál–Asera házaspárt is tisztelték. E termékenységistennő kultuszai csaknem olyan mértékű rosszallást váltottak ki a jahvistákból, mint Baál rítusai. Egyes szinkretista irányzatok Jahve feleségeként képzelték el. Csak a szigorú jahvizmus, vagyis a királyság korában csökkent a jelentőségük, de szentélyük még a jeruzsálemi nagytemplomban is megvolt. A Deuteronomium alapján Jósiás az i. e. 7. században fejezte be a zsidó hit monoteista átalakítását. Asera mítoszainak elemeit beépítették különböző bibliai történetekbe, így József történetébe is.
A korai zsidó történelemben valószínűleg azonos a Jeremiás könyvében (7.18, 44.17–19) említett, „Az ég királynője” néven szereplő istennővel. Ennek alapján az Egyiptomban is ismert Anattal is azonosítják, valamint Hathorral is, az Égi Tehénnel, aki Egyiptomban szintén az egek úrnője. A mítoszok elválaszthatatlan módon keveredtek össze a térségben. Él is kapcsolatban van a viharokkal, hiszen alárendeltje Baál-Hadad, a vihar- és termékenység-isten. Baál viszont – aki egyébként párhuzamba vonható Mardukkal, a babilonival, valamint a hettita Viharistennel is – az egyik mítoszban a sárkány (Tiamat, Lótán vagy Leviathán) legyőzése után az alvilágra száll (meghal, mint Ozirisz), majd feltámad és visszatér feleségéhez, Anathoz. Az izraeliták egy része még az i. e. 6. században is Jáhve feleségeként tisztelte Anat istennőt. Jáhve sok tulajdonsága rokonítható Baál kultuszával, a kánaánita hit elemeinek nagymértékű beolvadásával járt a kánaániták megtérése. Ezen kánaániták már a zsidó honfoglalás előtt rengeteg föníciai elemet építettek be kultuszaikba. A Jeremiás idejében – tehát a kháldeus hódításkor, az i. e. 7. és i. e. 6. század fordulója környékén – Egyiptomba menekülők magukkal vitték Asera-Anat kultuszát is.
Kultusza még sokáig élt, alakja a görög mítoszokba is eljutott Atargatisz néven.